# گیورگه-کالو استوچسکو
گیورگه-کالو استوچسکو (رومانیایی: Grigore-Kalev Stoicescu؛ زادهٔ ۲ سپتامبر ۱۹۶۵) دیپلمات و سیاستمدار رومانیایی‌تبار اهل استونی است. وی از پدر رومانیایی و مادر استونیایی متولد شده‌است.
استوچسکو از سال ۱۹۹۷ تا ۱۹۹۹ سفیر استونی در ایالات متحده آمریکا و کانادا و سپس مکزیک بود.